# Giorgio Bassani
Giorgio Bassani (? –) olasz regényíró, költő, esszéista, szerkesztő és nemzetközi értelmiségi volt.

## Élete
Bassani Bolognában született egy jómódú ferrarai zsidó családban, ahol gyermekkorát édesanyjával, Dorával, édesapjával, Enricóval (aki orvos volt), bátyjával, Paolóval és húgával, Jennyvel töltötte. Középiskolai tanulmányait 1934-ben fejezte be a ferrarai liceo classico L. Ariosto gimnáziumban. A gimnázium történelmi archívumában számos dokumentum és fotó található a fiatal életéről, amelyeket a neki szentelt átriumban mutatnak be. A zene volt az első nagy szenvedélye, és zongorista pályát fontolgatott, azonban hamarosan az irodalom került művészi érdeklődésének középpontjába.
1935-ben beiratkozott a Bolognai Egyetem bölcsészkarára. Ferrarából vonattal (harmadosztályú) ingázott az előadásokra, és Roberto Longhi művészettörténésznél tanult. A „szabad értelmiségi” eszményképe a liberális történész és filozófus Benedetto Croce volt. Az 1938-ban bevezetett antiszemita faji törvények ellenére 1939-ben diplomát szerzett, és a XIX. századi író, újságíró, radikális és lexikográfus Niccolò Tommaseóról írta szakdolgozatát. Zsidóként 1939-ben azonban már korlátozottak voltak a munkalehetőségek, ezért a via Vignatagliatán található ferrarai zsidó iskolában lett tanító.
1940-ben jelent meg első könyve, az Una città di pianura („Egy város a síkságon”), amelyet „Giacomo Marchi” álnéven adott ki, hogy kikerülje a faji törvényeket. Dora testvérének, Giacomo Minerbinek a nevét és anyai nagyanyjának, Emma Marchinak a vezetéknevét választotta. Ebben az időszakban a ferrarai értelmiségi körökben szerzett barátaival együtt titkos politikai aktivistává vált. Az antifasiszta ellenállásban kifejtett tevékenysége 1943 májusában letartóztatásához vezetett; július 26-án, Benito Mussolini hatalomból való kiszorulását követő napon szabadult.
Bő egy héttel később feleségül vette Valeria Sinigalliát, akit teniszezés közben ismert meg. Rövid időre Firenzébe költöztek, ahol álnéven éltek, majd az év végén Rómába, ahol élete hátralévő részét töltötte. Első verseskötete, a Storie dei poveri amanti e altri versi 1944-ben jelent meg, a második, a Te lucis ante 1947-ben. A Botteghe oscure című irodalmi folyóiratot szerkesztette Marguerite Caetani hercegnő számára annak 1948-as megalapításától kezdve egészen 1960-ig, a folyóirat megjelenésének megszűnéséig.
1953-ban jelent meg a La passeggiata prima di cena, 1954-ben pedig a Gli ultimi anni di Clelia Trotti. Ugyanebben az évben a Longhi és felesége, Anna Banti által alapított Paragone című folyóirat szerkesztője lett. Bassani írásai 1956-ban a Strega-díjas Cinque storie ferraresi című novelláskötet (az öt novella: Lida Mantovani, La passeggiata prima di cena, Una lapide in via Mazzini, Gli ultimi anni di Clelia Trotti és Una notte del '43) megjelenésével szélesebb közönséghez jutottak el.
A Feltrinelli szerkesztőségi igazgatójaként Bassani volt felelős Giuseppe Tomasi di Lampedusa Il Gattopardo című regényének 1958-as posztumusz kiadásáért, amelyet Elio Vittorini a Mondadori és Einaudi-nál elutasított. A háború utáni olasz irodalom egyik nagy sikere lett. Bassani lelkes szerkesztése a kéziratot neki felajánló Elena Croce (Benedetto lánya) utasításait követve később vitatottá vált; a közelmúltban azonban megjelentek olyan kiadások, amelyek jobban követik a kéziratot.
Szintén 1958-ban jelent meg Bassani Gli occhiali d'oro című regénye (amelyből 1987-ben film is készült), amely részben a zsidók és a homoszexuálisok marginalizálását vizsgálja. A Cinque storie ferraresi (átdolgozva és új címmel Dentro le mura, 1973) történeteivel együtt része lett az Il romanzo di Ferrara néven közösen ismert művek sorozatának, amely a várost, annak keresztény és zsidó elemeit, perspektíváit és tájait vizsgálta. A sorozat a következőket tartalmazza: Il giardino dei Finzi-Contini (1962, Premio Viareggio-díjas); Dietro la porta (1964); L'airone (1968) és L'odore del fieno (1972). Ezek a művek realisztikusan dokumentálják a fasizmus alatti olasz zsidó közösséget, olyan stílusban, amely az igazság keresésének nehézségeit mutatja be az emlékezet és az erkölcsi lelkiismeret kanyargásában. 1960-ban egyik novelláját (Una notte del '43, a Cinque storie ferraresi-ból) feldolgozták az 1943-as Ferrara hosszú éjszakája című filmben. A Finzi-Continiék kertje színpadi adaptációját Ricky Ian Gordon operaszerző rendezésében 2022 januárjában mutatják be. A darab a National Yiddish Theatre Folksbiene és a New York City Opera koprodukciója.
Giorgio Bassani 1965 és 1980 között az Italia Nostra szervezet elnöke volt.
Bassani 2000-ben halt meg, és a ferrarai zsidó temetőben temették el, ugyanott, ahol a Finzi-Contini család sírjait is megtalálta. Elidegenedett felesége, Valeria és két gyermekük, Paola (született 1945. szeptember 1-jén) és Enrico (született 1949. június 29-én) maradtak utána. Nem sokkal azután, hogy 1977-ben megismerkedtek, együtt volt élettársával, Portia Prebysszel. Ferrara városa úgy döntött, hogy emléket állít életének, és nevét adta a város északi részén található Városi Könyvtárnak és Városi Parknak.
Bassani megkapta a Charles Veillon-, a Strega, a Campiello, a Viareggio és a Nelly Sachs díjat. Több forgatókönyvben is közreműködött.

## Díjai
- 1956 - Strega-díj a "Cinque storie ferraresi"-ért[8]
- 1962 - Viareggio-díj[9]
- 1969 - Nelly Sachs-díj
- 1969 - Campiello-díj a "L'airone"-ért[10]
- 1983 - Bagutta-díj a "In rima e senza"-ért
- 1987 - Pirandello-díj
- 1992 - Feltrinelli-díj a Prose-ért[11]

## Művei
- Dentro le mura – 1956
- Gli occhiali d'oro – 1958
- Cinque storie ferraresi – 1962
- Il giardino dei Finzi-Contini – 1962
- L'airone – 1970
- Cinque storie ferraresi – 1971
- L'odore del fieno – 1972
- Dietro la porta – 1972
- Il romanzo di Ferrara (1974; átdolgozva 1980)
- Rolls Royce and Other Poems (extracts from Epitaffio and In gran segreto) – 1982

### Magyarul megjelent
- Finzi-Continiék kertje (Il giardino dei Finzi-Contini) – Magvető, Budapest, 1971 · Fordította: Zsámboki Zoltán
- Az aranykeretes szemüveg (Gli occhiali d'oro) – Európa, Budapest, 2018 · ISBN 9789634059219 · Fordította: Zsámboki Zoltán

## Filmadaptációk
- La lunga notte del '43
- Il giardino dei Finzi Contini
- Gli occhiali d'oro

## Fordítás
- Ez a szócikk részben vagy egészben  a   Giorgio Bassani című angol Wikipédia-szócikk fordításán alapul.  Az eredeti cikk szerkesztőit annak laptörténete sorolja fel. Ez a jelzés csupán a megfogalmazás eredetét és a szerzői jogokat jelzi, nem szolgál a cikkben szereplő információk forrásmegjelöléseként.